# Адміністративний поділ Донецької області станом на 1 січня 1936 року
Донецька область, 1 січня 1936 року, ділилася на райони та міста, підпорядковані області
- Старобільська округа (центр — м. Старобільськ)
- загальна кількість районів — 38
- загальна кількість міст, підпорядкованих області — 13
- Знов утворені:

1. Білокуракинський район (Старобільської округи)
2. Будьонівський район (13 лютого 1935 року) з частини Маріупольської міськради
3. Добропільський район (13 лютого 1935 року) з частини Постишевського району
4. Євсузький район (Старобільської округи, 13 лютого 1935 року) з частин Біловодського та Старобільського районів
5. Косіорівський район (Старобільського округу, 13 лютого 1935 року) з частини Верхньо-Тепловського району
6. Лозно-Олександрівський район (Старобільської округи)
7. Мостківський район (Старобільської округи, 13 лютого 1935 року) з частини Сватівського району
8. Нижньо-Дуванський район (Старобільської округи)
9. Ново-Астраханський район (Старобільської округи)
10. Ольгинський район (13 лютого 1935 року) з частини Мар'їнського району
11. Троїцький район (Старобільської округи, 13 лютого 1935 року) із частини Покровського району

- перейменовані:

1. Остгеймський район (22 лютого 1935 року) на Тельманівський район

- центр області — м. Сталіно
- список районів:

- 1. Амвросіївський (с. Донецько-Амвросіївка)
  2. Біловодський (с. Біловодськ)
  3. Білокуракинський (Старобільська округа, с. Білокуракине)
  4. Білолуцький (с. Білолуцьк)
  5. Будьонівський район (с. Будьонівка)
  6. Велико-Янісольський (с. Великий Янісоль)
  7. Верхньо-Тепловський російський (с. Верхня Теплівка)
  8. Волноваський (пос. Волноваха)
  9. Володарський (с. Володарське)
  10. Добропільський (с. Добропілля)
  11. Євсузький (Старобільська округа, с. Євсуг)
  12. Косіорівський (Старобільська округа, с. Косіорове, до 31 серпня 1935 року — с. Станично-Луганська)
  13. Лиманський (смт Красний Лиман)
  14. Лисичанський (пос. Лисичанськ)
  15. Лозно-Олександрівський (Старобільська округа, с. Лозно-Олександрівка, до 31 серпня 1935 року — с. Олександрівка)
  16. Марківський (с. Марківка)
  17. Мар'їнський (смт Мар'їнка)
  18. Міловський (с. Мілове)
  19. Містківський (Старобільська округа, с. Містки)
  20. Нижньо-Дуванський ((Старобільська округа, с. Нижня Дуванка)
  21. Ново-Айдарський (с. Новий Айдар)
  22. Ново-Астраханський (Старобільська округа, с. Нова Астрахань)
  23. Ново-Псковський (с. Новопсков)
  24. Олександрівський (с. Олександрівка)
  25. Ольгинський (с. Ольгинка)), до 31 серпня 1935 — Анадольський район
  26. Покровський район (с. Покровське)
  27. Постишевський (смт Постишеве)
  28. Ровеньківський (смт Ровеньки)
  29. Рубіжанський (пос. Рубіжне)
  30. Сватівський (смт Сватове)
  31. Слов'янський (м. Слов'янськ)
  32. Сорокинський (пос. Сорокине)
  33. Старобільський (м. Старобільськ)
  34. Старо-Бешевський (с. Старо-Бешеве)
  35. Старо-Каранський (с. Стара Карань)
  36. Старо-Керменчицький (с. Старий Керменчик)
  37. Тельманівський (с. Тельманове, до 31.08.1935 р. — с. Остейм)
  38. Троїцький район (Старобільська округа, с. Троїцьке)

- список міськрад:
  1. Артемівська
  2. Ворошиловградська (до 5 листопада 1935 року — Луганська)
  3. Ворошиловська
  4. Горлівська
  5. Єнакієвська (до 1936 року — Риковська)
  6. Кадіївська
  7. Костянтинівська
  8. Краматорська
  9. Краснолуцька
  10. Макіївська
  11. Маріупольська
  12. Сталінська
  13. Чистяківська